# Antonio Stradivari
Antonio Stradivari (in latino Antonius Stradivarius; Cremona, tra fine 1643 e 1649 – Cremona, 18 dicembre 1737) è stato un liutaio italiano.
È stato un costruttore di strumenti a corde di straordinaria fattura come violini, viole, violoncelli, chitarre, arpe; in quest'ambito è universalmente riconosciuto come uno dei migliori di tutti i tempi. Si avvalsero delle sue creazioni anche Niccolò Paganini e Giovanni Battista Viotti, che le fece apprezzare in Francia e in Gran Bretagna.

## Biografia

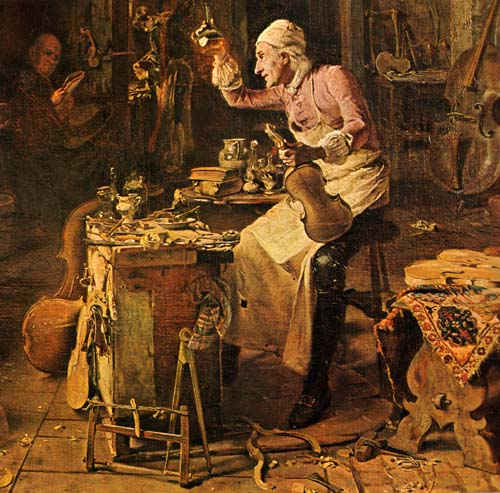
La bottega di Antonio Stradivari di Alessandro Rinaldi, 1886

Non abbiamo notizie certe sulla nascita di Antonio Stradivari, salvo il nome del padre, Alessandro, e la data approssimativa, situata tra la fine del 1643 e il 1649; che sia nato a Cremona è desunto dal fatto che nelle etichette degli strumenti si definiva Cremonensis. Senza dubbio, la madre non può essere identificata con la tradizionale Anna Moroni in quanto questa era la sposa di un Alessandro Stradivari morto nel 1630, ben prima della nascita di Antonio. Un violino riporta l'etichetta Antonius Stradivarius Cremonensis Alumnus Nicolaij Amati, Faciebat Anno 1666, unica testimonianza di un discepolato presso l'illustre liutaio cremonese Nicola Amati.

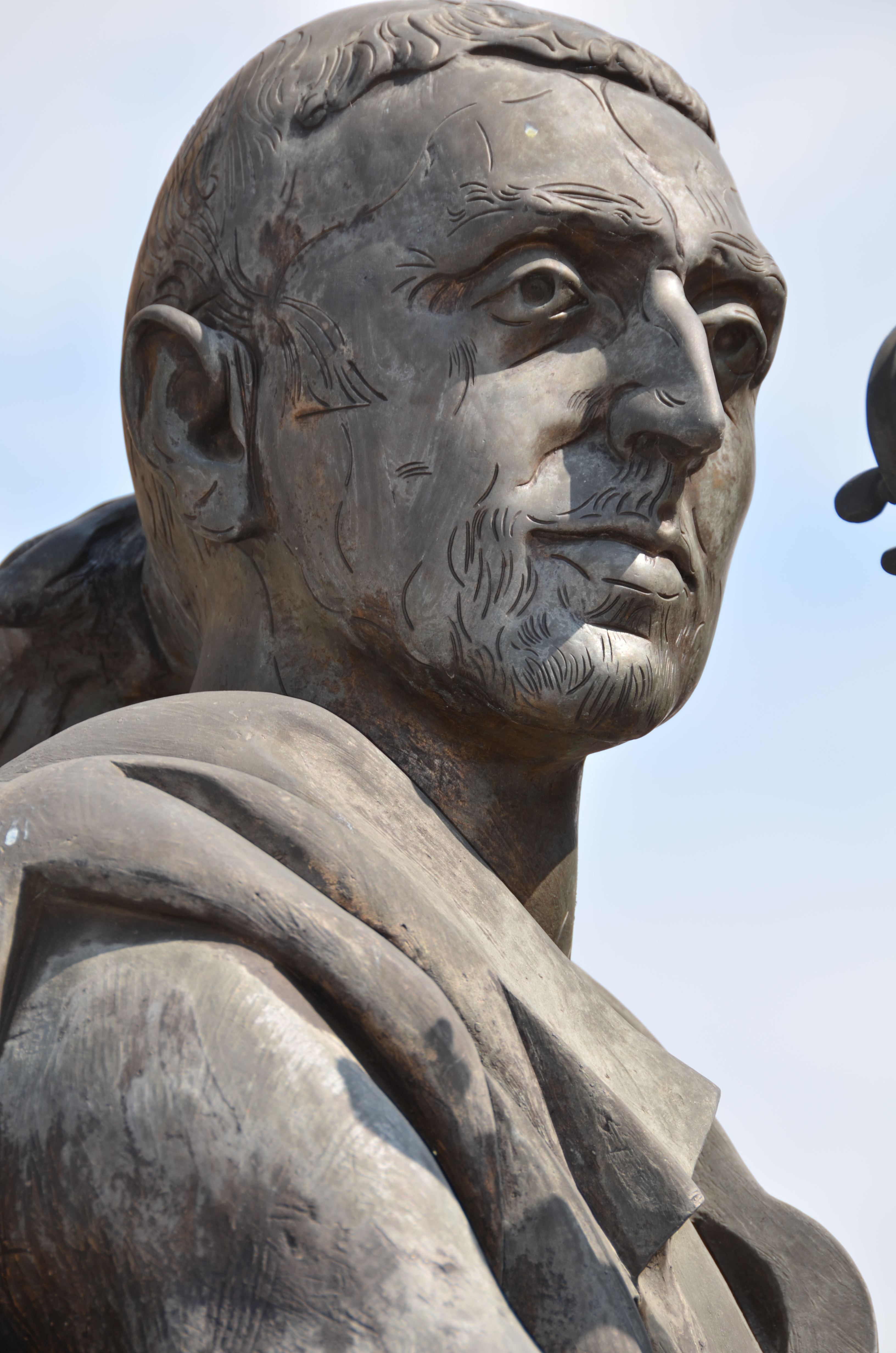
Il monumento a Stradivari (Cremona)

Il violino e la pertinenza dell'etichetta sono state oggetto di discussione; a favore dell'autenticità si sono espressi Alfred e Arthur Hill, in Antonio Stradivari: His Life and Work, un testo del 1902 considerato ancora di primaria autorevolezza, e più recentemente Simone Fernando Sacconi e Charles Beare. Tuttavia lo stesso Beare - considerando il fatto che i violini dell'anno seguente già contengono il cartiglio standard che egli appose per il resto della vita: Antonius Stradivarius Cremonensis Faciebat Anno [data], senza il riferimento ad Amati - si chiede se non si possa ipotizzare una dichiarazione mendace di Stradivari, che Amati avrebbe imposto di correggere.
Dai registri della parrocchia di Sant'Agata, sappiamo che Stradivari si stabilì in quel quartiere di Cremona nel 1667, anno in cui sposò la sua prima moglie Francesca Ferraboschi. In questa casa, che gli era stata data dall'architetto Francesco Pescaroli presso la cui bottega era stato apprendista da bambino, nacquero i primi sei figli della coppia, tra i quali Francesco e Omobono, che più tardi saranno anch'essi liutai. Gli strumenti che realizzò in questo periodo erano chiaramente influenzati dagli schemi di Nicola Amati. Sorprendentemente, di questo periodo rimangono solo una ventina di strumenti, quindi si ipotizza che parte del suo lavoro fino agli anni ottanta fosse alle dipendenze di altri liutai, ad esempio Amati e Francesco Ruggieri. La produzione a suo nome è di pregevole qualità, sebbene non geniale. Tra gli strumenti di questo periodo, un tipico esempio è il violino chiamato "Sellire". Nel 1680 Stradivari acquistò una casa, con annesso laboratorio, in piazza San Domenico (oggi piazza Roma), nel quale lavorò fino alla morte.

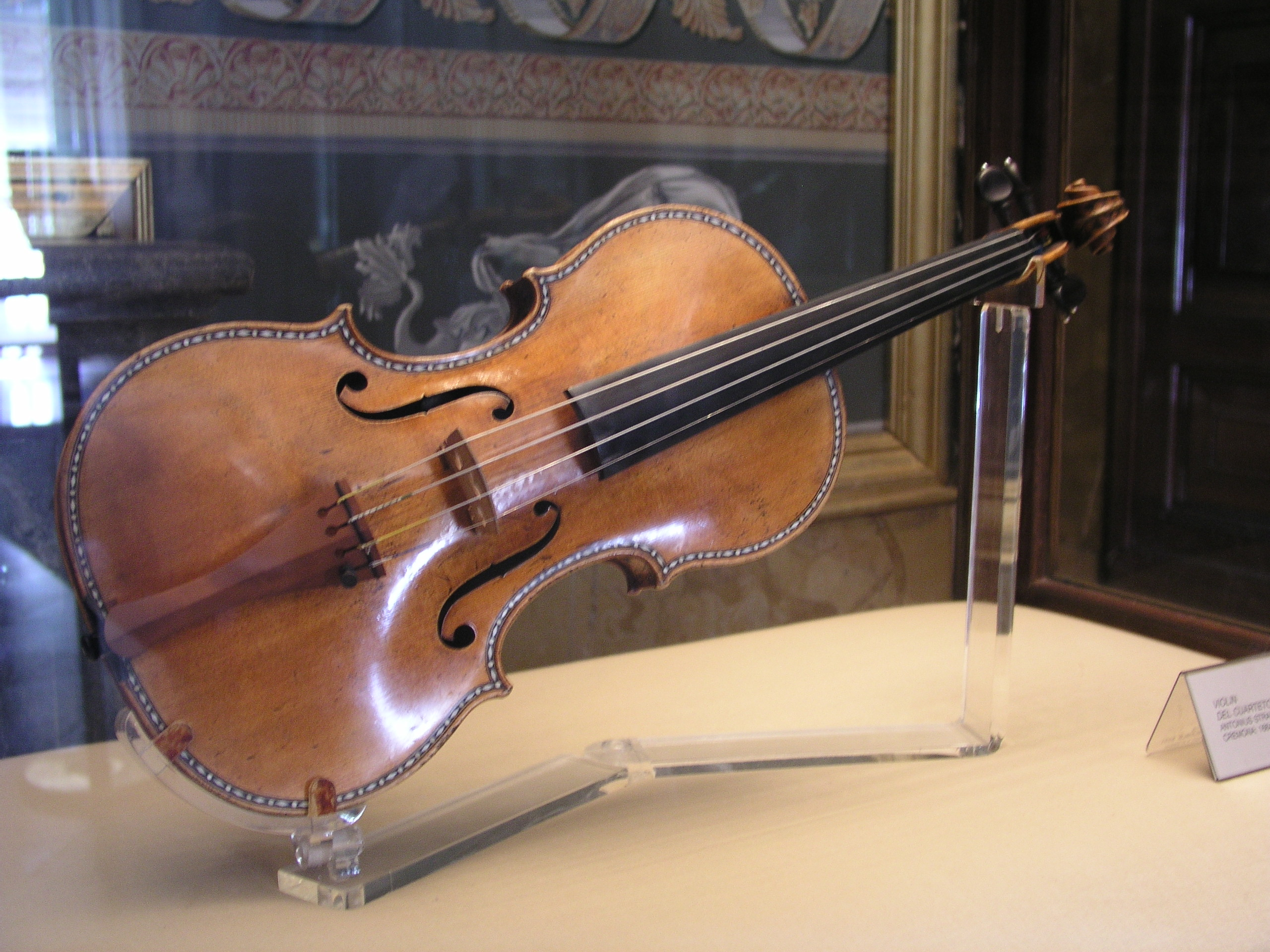
Violino del 1687-1689 "Spagnolo II" conservato al Palacio Real di Madrid

Nel 1684 morì Nicola Amati e con lui il personaggio più carismatico della produzione liutaria della città. Il figlio Girolamo (II), nonostante avesse dato un importante contributo alla costruzione degli strumenti del padre negli ultimi vent'anni, non riuscì a mantenere l'elevatissima qualità della bottega e quindi da questo momento le commesse più importanti passarono a Stradivari, nonostante lo sviluppo negli stessi anni dell'attività di Andrea Guarneri e successivamente del figlio Giuseppe (a sua volta padre del più famoso Bartolomeo Giuseppe Antonio, detto "del Gesù"). Infatti, la sua produzione risultò aumentare considerevolmente, cominciando a scostarsi dal modello amatizzante con un irrobustimento generale dello strumento, soprattutto negli angoli.
La vernice era ancora spesso quella color miele di Amati, arricchita talvolta da una tonalità tendente all'arancio, mentre il suono generalmente più potente. Dopo il 1690 emerse prepotentemente la sua originalità: agli spigoli duri del decennio precedente vengono ora accostati un filetto più largo, effe più accentuate, curvature più forti nella tavola armonica, maggiore intensità e profondità della vernice. I violini si orientano verso maggiori dimensioni (36 cm di lunghezza della cassa), avvicinandosi ai modelli bresciani, soprattutto di Giovanni Paolo Maggini, e acquistano una maggiore pienezza e profondità di voce. In questo periodo, tra il 1690 e il 1700, i violini stradivariani sono chiamati "i lunghetti".

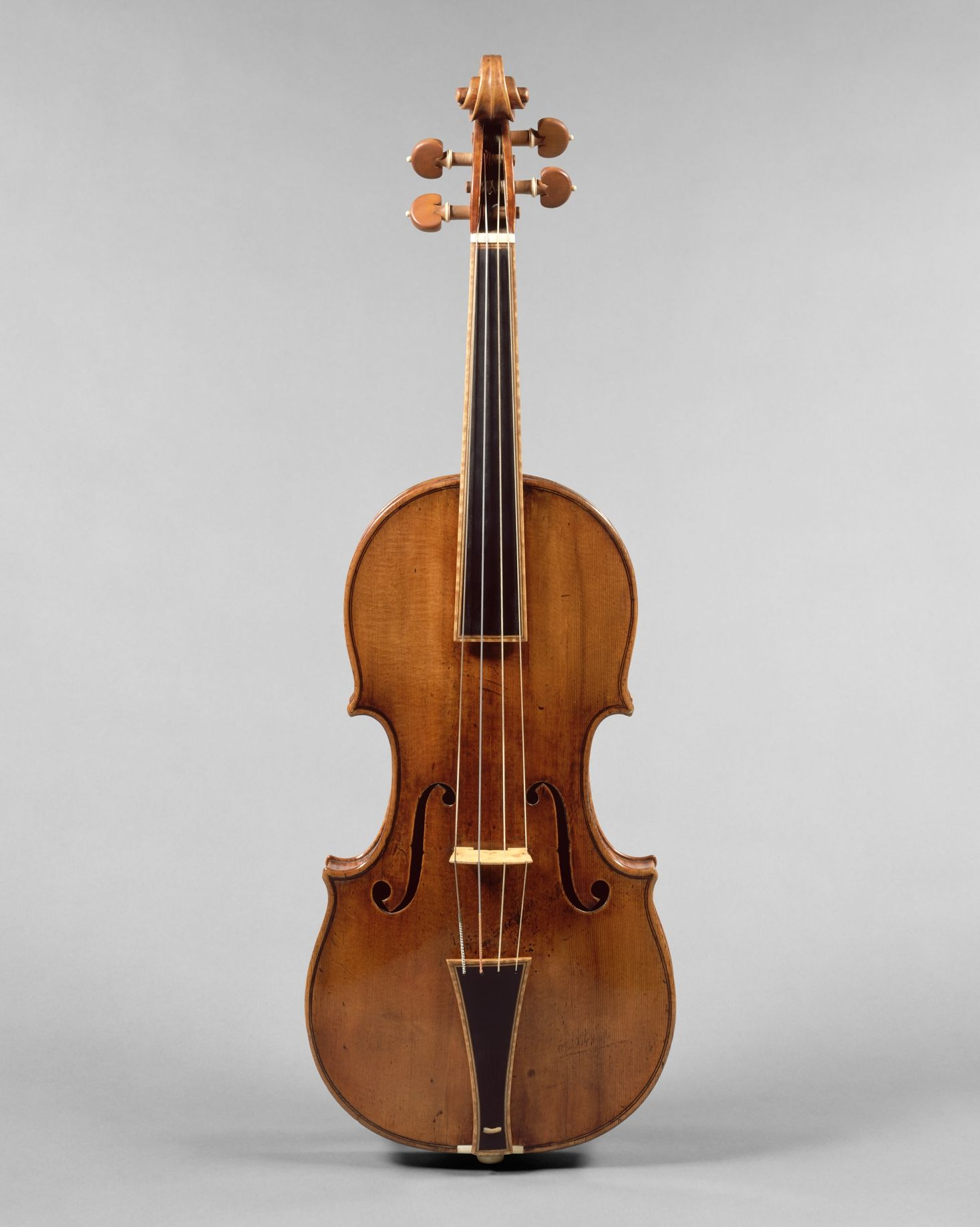
Stradivari Gould (violino, 1693), Metropolitan Museum of Art. Questo strumento nel 1975 è stato riportato all'assetto barocco originale dal liutaio Frederick J. Lindeman.

Nel 1698 morì la prima moglie, Francesca Ferraboschi, e l'anno seguente Antonio sposò Maria Zambelli Costa, dalla quale ebbe altri cinque figli. Da questo periodo, il figlio Francesco fu inserito a tempo pieno nel laboratorio, mentre Omobono solo parzialmente. Tuttavia, il lavoro era totalmente dominato dal padre, che lasciava solo occasionalmente ai figli la produzione completa di uno strumento, normalmente di genere più economico, composto con legni di seconda qualità; molti di questi strumenti portavano l'etichetta sub disciplina Stradivarii, indicando che erano stati costruiti sotto la supervisione del padre. Il ventennio 1700-1720 (definito da alcuni il "periodo d'oro") vide l'ultimo e definitivo incremento della lavorazione stradivariana. A questo periodo appartiene la gran parte degli strumenti più noti del maestro, come il Betts (1704), l'Alard (1715) e il Messia (1716), che presentano la tipica forma "matura", ora affrancata da qualsiasi influenza di Nicola Amati, e la caratteristica vernice arancio-bruno.
Anche il suono ha una particolare ricchezza, potenza e facilità di emissione. A questo periodo appartengono anche alcuni ottimi violoncelli; Stradivari abbandonò la misura grande che aveva caratterizzato i suoi violoncelli del passato (successivamente tutti vennero ridotti per adattarli alle esigenze del repertorio solistico) e pervenne tra il 1707 e il 1710 ad elaborare la cosiddetta "forma B", che venne usata come modello dalla maggior parte dei costruttori per tutto il XVIII secolo. Il suono di questi strumenti è del tutto paragonabile in qualità e potenza a quello dei violini. Oltre ai violini, Stradivari realizzò anche arpe (a oggi ne sopravvive una sola), chitarre, viole, violoncelli, bassetti, liuti, tiorbe, viole da gamba di varie taglie, mandole e mandolini, pochette di varie fogge.

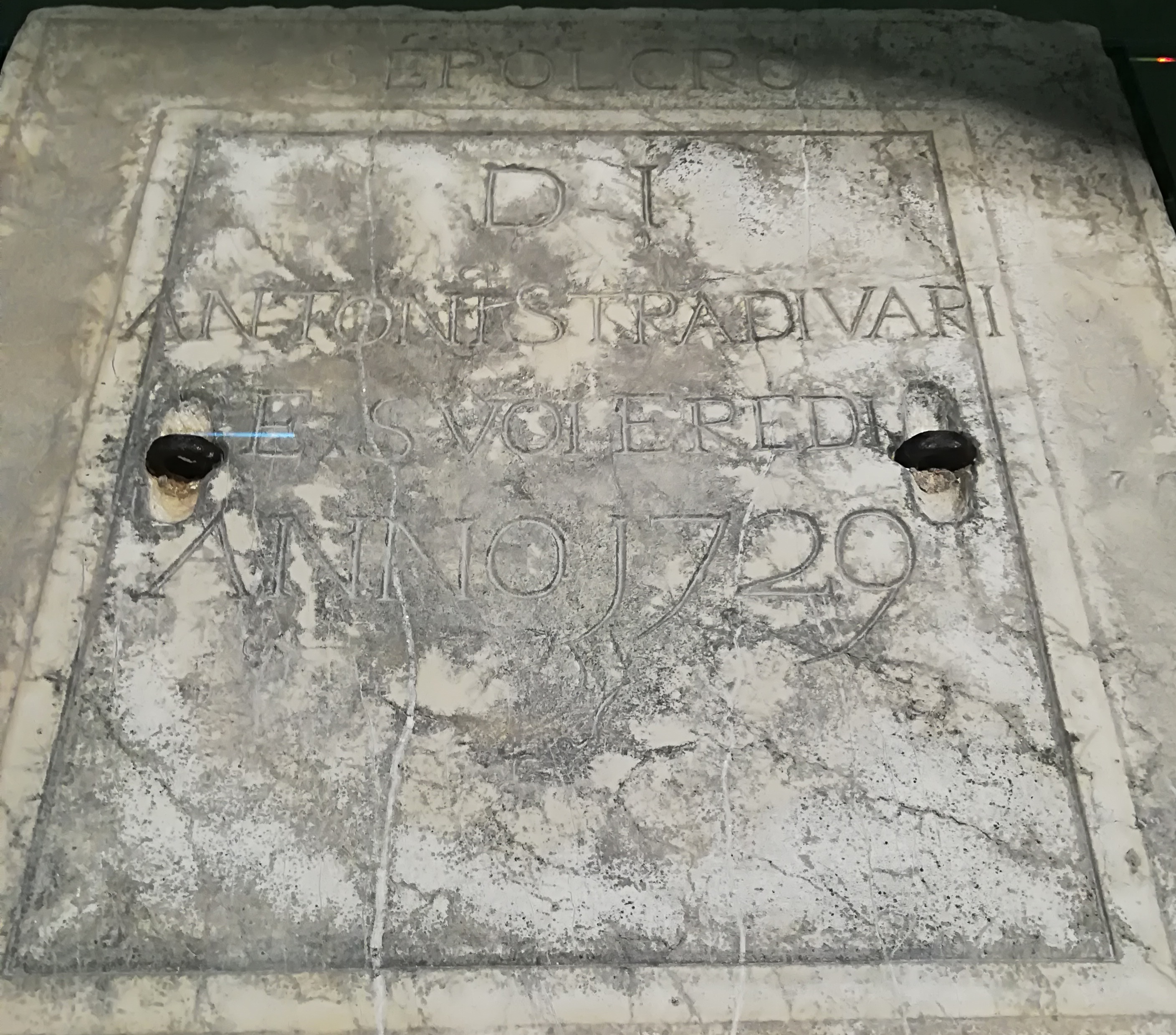
Lapide tombale originale di Antonio Stradivari, conservata presso il Museo del violino di Cremona

Antonio Stradivari continuò a lavorare fino agli ultimi giorni della sua vita. Morì il 18 dicembre 1737.

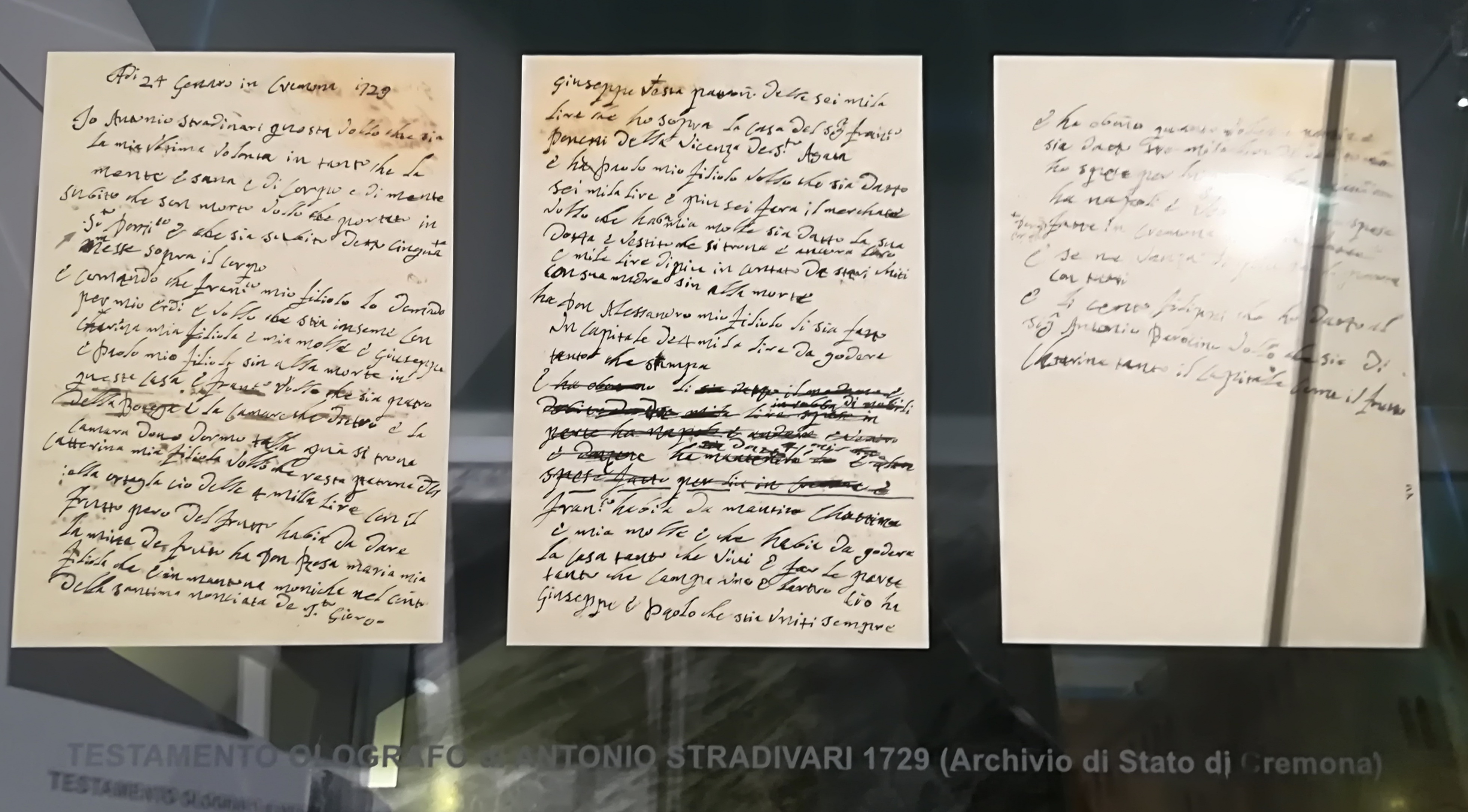
Copia del testamento olografo di Antonio Stradivari in esposizione presso il Museo del violino di Cremona (l'originale è conservato presso l'Archivio di Stato di Cremona)

Venne sepolto nella basilica di San Domenico, nella tomba di famiglia che si trovava all'interno della cappella del Rosario. Nel 1869 la chiesa e il monastero annesso vennero abbattuti perché pericolanti ed al loro posto si trovano oggi i giardini pubblici di piazza Roma, dove è conservata una copia della semplice lapide funebre, che riporta la data in cui aveva acquistato la tomba per sé e i suoi familiari: 1729. La lapide originale dal 18 dicembre 2014 è esposta nella sala del Museo del violino di Cremona, in un'apposita sezione che mostra anche la riproduzione in vetro della cappella di famiglia, il testamento olografo, l'atto di morte e quello di sepoltura.

## Gli strumenti

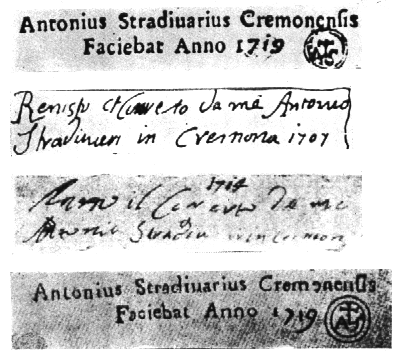
Firme di Stradivari

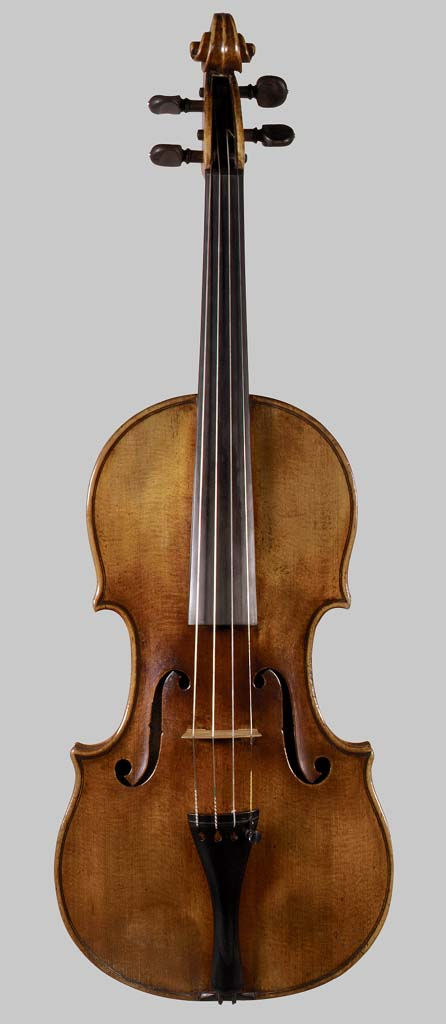
Stradivari Francesca (violino, 1694), Metropolitan Museum of Art

Gli Hill stimano che Stradivari abbia costruito 1 116 strumenti, di cui 960 violini. Secondo la loro stima, circa 650 strumenti sono sopravvissuti ad oggi, tra i quali circa 450 violini. Agli strumenti di Stradivari è stata da sempre attribuita una eccellente qualità costruttiva e sonora, che li ha resi gli strumenti più ricercati da grandi musicisti e collezionisti. La maggior parte degli strumenti di Stradivari, come quasi tutti gli strumenti ad arco rimasti nell'uso nei secoli successivi, è stata tuttavia modificata nel XIX secolo per adattarla alla nuova estetica e alle nuove esigenze dei musicisti: sono stati quindi sostituiti manici e tastiere, ponticelli, catene, anime, cordiere e anche la cassa veniva internamente rinforzata per reggere la maggiore tensione delle corde. Di conseguenza, solitamente solo la cassa dei famosi violini di Stradivari è originale e anche la resa sonora riflette più il gusto ottocentesco rispetto a quella originaria. L'unico strumento giunto in condizioni quasi del tutto originali è la viola tenore detta "tenore toscano".
Varie teorie e speculazioni sono state formulate circa presunte caratteristiche segrete che renderebbero gli strumenti particolarmente eccezionali, tra le quali la densità del legno, il trattamento chimico del legno stesso, o una formula segreta della vernice. In realtà tali miti popolari non hanno riscontro ufficiale, la produzione stradivariana è caratterizzata da ottima qualità nelle materie prime e nella costruzione, ma nelle analisi acustiche e negli esperimenti in cieco i suoi strumenti non sono facilmente distinguibili da altri strumenti eccellenti di costruzione antica o moderna.
Un gruppo di ricercatori dell'Università di Cambridge, dopo avere analizzato i frammenti di un violoncello realizzato dal maestro nel 1711, è giunto alla conclusione che l'elemento determinante contenuto nella vernice debba essere fatto risalire alle ceneri vulcaniche della regione cremonese. Secondo un'équipe di scienziati della Texas A&M University, College Station, diretti da Joseph Nagyvary, le vernici usate erano arricchite con cristalli minerali submicroscopici; ne sono stati individuati ventidue, ma ve ne sarebbero ancora altri. Secondo quanto finora scoperto Stradivari, al fine di rinforzare la struttura del legno, usava una preparazione vitrea: un composto di potassa, silice e carbone.
Dopo una lunga esposizione a questo composto il legno diveniva quasi cristallizzato e ciò gli conferiva un'eccellente resistenza al tempo. A questo punto la vernice non poteva essere applicata direttamente perché avrebbe reagito chimicamente con il primo strato. Così Stradivari applicava un secondo strato: un isolante composto da albume, miele, zucchero e gomma arabica. Infine stendeva un sottile strato di vernice che non entrava in profondità nel legno del violino. Secondo questo studio, il trattamento del legno serviva anche alla sua conservazione contro parassiti e muffa ma, al contrario, un altro studio sostiene che proprio l'aggressione della muffa darebbe speciali qualità sonore al legno stradivariano, tanto che si è tenuto un esperimento in cieco in cui si è messo a paragone un violino Stradivari ed uno moderno costruito con legno trattato con muffa e questo secondo strumento ne è risultato vincitore.
Secondo un altro laboratorio di ricerche che ha radiograficato il legno dei violini stradivariani, la presenza di muffa, o fungo microscopico, dovrebbe spiegare la capacità eccezionale di suonare, per causa della porosità del legno.

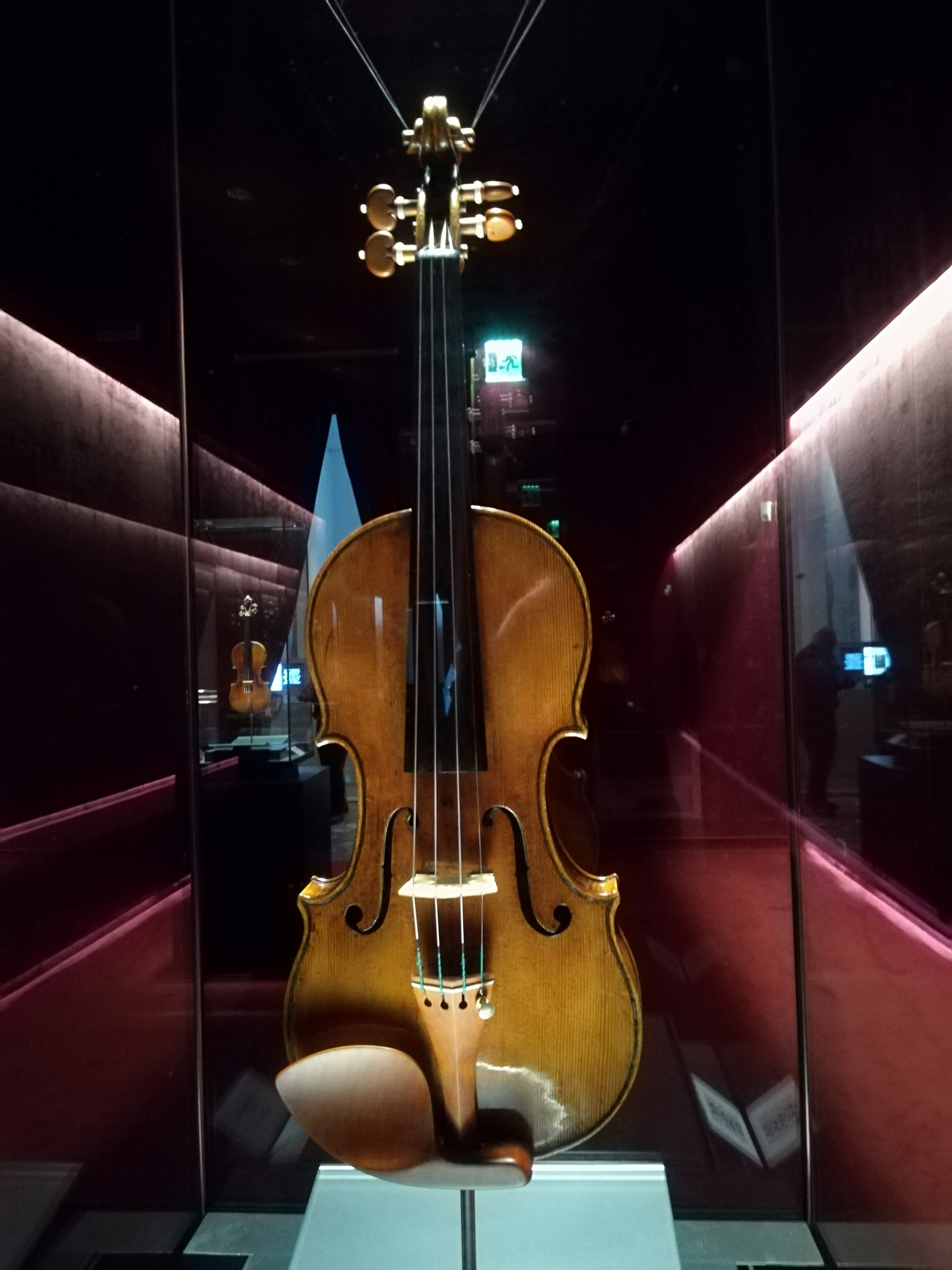
Violino "Clisbee", 1669, Antonio Stradivari, Museo del violino, Cremona

Per i suoi strumenti, Stradivari utilizzava l'acero dei Balcani nella realizzazione del fondo, delle fasce e del manico; l'abete rosso della val di Fiemme - in particolare dei boschi di Paneveggio - per la tavola armonica. Una leggenda senza alcun fondamento racconta che egli facesse rotolare i tronchi e che ne ascoltasse il suono per scegliere i migliori. Secondo alcuni studi, tuttavia, il legno delle piante cresciute nel periodo tra il 1645 e il 1715 avrebbe caratteristiche particolarmente adatte alla costruzione degli strumenti ad arco a causa del Minimo di Maunder, una "piccola era glaciale", caratterizzata da un sensibile abbassamento della temperatura media e da un aumento delle precipitazioni, che interessò l'Europa continentale. Secondo questa teoria le particolari condizioni climatiche portate dalla glaciazione avrebbero causato una diminuzione dell'attività foto-sintetica delle piante, riducendone la velocità di crescita e dando origine ad un legno più compatto ed elastico. Grazie a queste caratteristiche, Stradivari (e con lui tutti i liutai della sua epoca) avrebbe potuto disporre di legni privi di imperfezioni.

## Collezioni

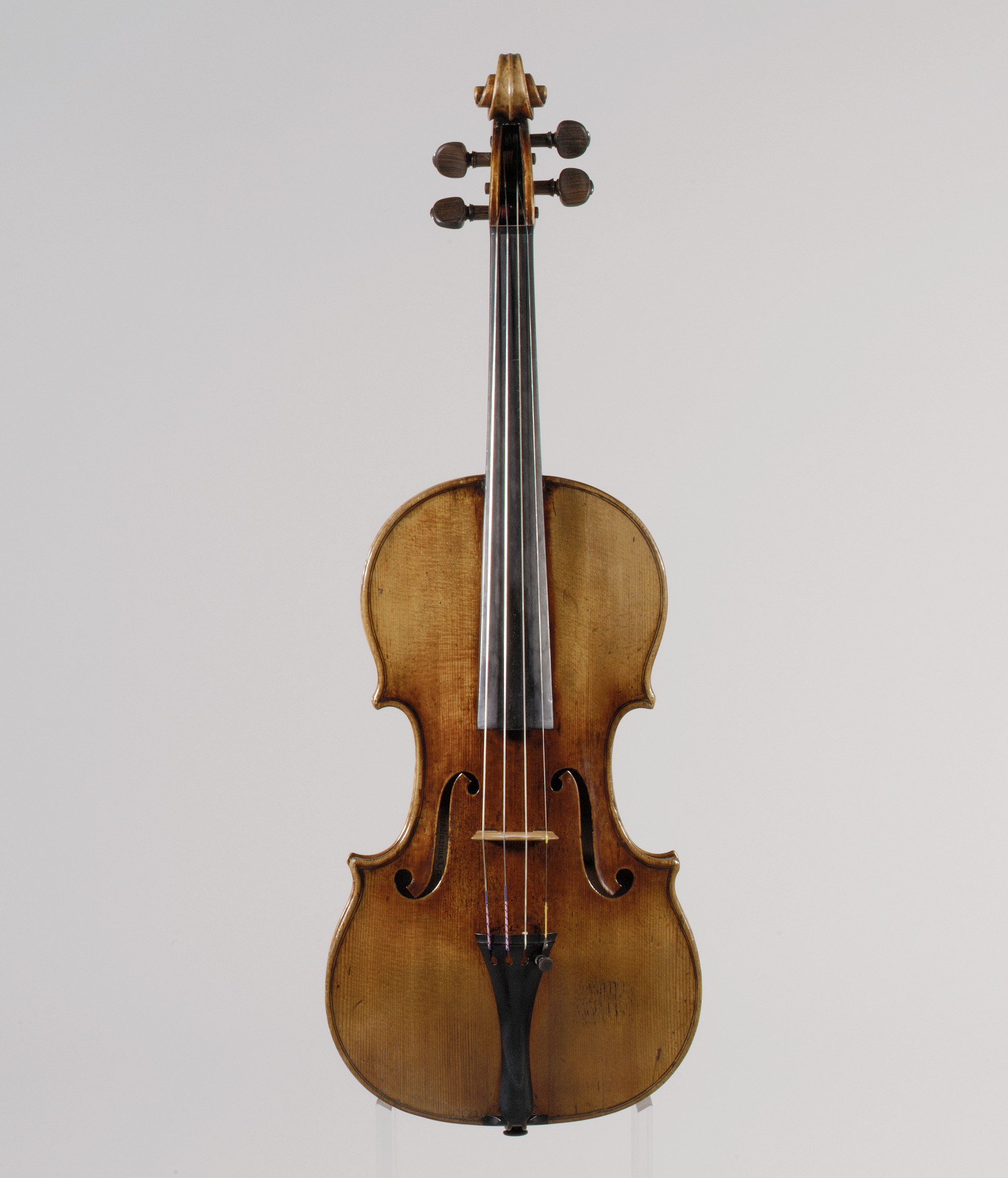
Stradivari Antonius (violino, 1711), Metropolitan Museum of Art

Una delle più importanti collezioni di strumenti di Stradivari, appartenente al re di Spagna, è esposta nel museo degli strumenti musicali del Palazzo reale di Madrid; essa comprende due violini, due violoncelli ed una viola; nella Biblioteca del Congresso statunitense si trova una collezione composta di tre violini, una viola ed un violoncello. La Nippon Music Foundation, con sede in Tokyo, possiede una cospicua collezione di strumenti Stradivari. Essi vengono regolarmente concessi in uso gratuito a musicisti di livello internazionale, come per esempio nel caso del violino che porta il nome Joachim-Aranyi 1715, dato attualmente in uso a Sayaka Shoji: si tratta di uno dei cinque violini Stradivari che furono di Joseph Joachim (1831-1907) e uno dei diciotto strumenti di questo maestro posseduti oggi da questa fondazione. La Nippon Music Foundation è poi proprietaria del c.d. Quartetto Paganini, composto da strumenti Stradivari appartenuti al grande virtuoso maestro genovese Niccolò Paganini. Gli strumenti sono attualmente concessi in uso al Quartetto di Cremona che è subentrato, nel 2017, al Quartetto Hagen che, a sua volta, nel 2013, aveva preso il testimone dal Tokyo String Quartet.
Famose anche la collezione dello zar di Russia Alessandro II, che comprende nove violini, e la collezione del Museo del violino a Cremona. La collezione Cherubini alla Galleria dell'Accademia di Firenze espone tre strumenti di Stradivari: oltre al violino del 1716, la viola medicea e il violoncello del quintetto costruiti nel 1690 per il Gran Principe Ferdinando de' Medici. Il Museo degli Strumenti Musicali dell'Accademia Nazionale di Santa Cecilia possiede il cosiddetto violino toscano, anch'esso parte del quintetto mediceo. Lo Smithsonian Institution possiede il Quartetto Axelrod (violini Stradivari Greffuhle e Ole Bull, la viola Stradivari Axelrod ed il violoncello Stradivari Marylebone) e lo Stradivari Servais (violoncello).
Un grande estimatore del maestro cremonese che forse più di tutti può essere ricordato come il più grande collezionista di sempre di strumenti Stradivari è il piemontese Luigi Tarisio. Secondo la tradizione a lui, vissuto nella prima metà del XIX secolo, si devono la riscoperta e il restauro di alcune centinaia di violini e altri strumenti a corda di Stradivari, strumenti che oggi non sarebbero disponibili senza la sua opera e dedizione.

## Nella cultura e nell'arte

### Cinema
Alla vita di Antonio Stradivari è dedicato il film Stradivari (1988): regia di Giacomo Battiato, soggetto e sceneggiatura di Ernesto Gastaldi e Vittorio Salerno, fotografia di Tonino Delli Colli, con Anthony Quinn, Stefania Sandrelli, Valérie Kaprisky, Francesco Quinn, Danny Quinn, Lorenzo Quinn.
Agli strumenti creati da Stradivari è dedicato il documentario In Search of the Messiah (2009).